# Кудашевка (Криворожский район)
Кудашевка (укр. Кудашівка) — село, Лозоватская сельская община, Криворожский район, Днепропетровская область, Украина.
Код КОАТУУ — 1221882904. Население по переписи 2001 года составляло 129 человек.

## Географическое положение
Село Кудашевка находится на берегу реки Боковенька, которая через 1,5 км впадает в Карачуновское водохранилище,
выше по течению на расстоянии в 1 км расположено пгт Христофоровка.